# Chaumont (Yonne)
Chaumont es una localidad y comuna francesa situada en la región de Borgoña, departamento de Yonne, en el distrito de Sens y cantón de Pont-sur-Yonne.

## Historia
La villa, que aún conserva parte de su muralla, fue fundada en 1132 por el entonces vizconde de Sens, Salon, como feudataria de la abadía de Saint-Jean de Sens.
El castillo de Chaumont, de los siglos XVI y XVIII está construido en piedra y ladrillo y en la actualidad es un hotel
La iglesia parroquial, bajo la advocación de la Virgen María, es del siglo XII, reformada en el XVI.

## Demografía
| 487 | 517 | 545 | 535 | 619 | 550 | 634 | 654 | 586 | 564 | 482 | 496 | 475 | 430 | 395 | 409 | 411 | 373 | 357 | 340 | 305 | 305 | 294 | 306 | 335 | 320 | 303 | 273 | 306 | 313 | 552 | 551 | 600 |
| Para los censos de 1962 a 1999 la población legal corresponde a la población sin duplicidades (Fuente: INSEE [Consultar]) |     |     |     |     |     |     |     |     |     |     |     |     |     |     |     |     |     |     |     |     |     |     |     |     |     |     |     |     |     |     |     |     |